# Megaselia hexacantha
Megaselia hexacantha är en tvåvingeart som beskrevs av Borgmeier 1971. Megaselia hexacantha ingår i släktet Megaselia och familjen puckelflugor. Inga underarter finns listade i Catalogue of Life.